# Friedrich Wilhelm Otto (Politiker)
Friedrich Wilhelm Otto (* 1897; † 1985) war ein deutscher  Funktionär der DDR-Blockpartei LDP/LDPD. Er war Abgeordneter des Landtages Mecklenburg.

## Leben
Der Kaufmann Otto trat 1945 der Liberal-Demokratischen Partei Deutschlands (LDP) bei. Im selben Jahr wurde er Stadtrat sowie Vorsitzender der Kreisleitung Wismar der LDP. Ab 1947 war er Mitglied der Gesellschaft für Deutsch-Sowjetische Freundschaft und von März 1948 bis April 1949 Beisitzer im Landesvorstand Mecklenburg der LDP. Ab August 1952 wirkte er als stellvertretender Vorsitzender und ab Juni 1955 als Vorsitzender des Bezirksvorstandes Rostock der LDPD, im Juli 1953 wurde er in den LDPD-Parteivorstand gewählt.
Von 1950 bis 1952 war Otto Abgeordneter des Landtages Mecklenburg, dort seit Juli 1951 Präsidiumsmitglied (Zweiter Vizepräsident). Von August 1952 bis Oktober 1963 war Otto Mitglied des Bezirkstags Rostock. 
Otto hielt 1963 die Grabrede für die Malerin und Graphikerin Sella Hasse. Als Wismarer Stadtrat hat er sich um Werk und Andenken Sella Hasses in Wismar verdient gemacht. Als in Wismar lebender Veteran erhielt er am 27. April 1967 aus den Händen des Präsidenten der Volkskammer, Johannes Dieckmann, den Vaterländischen Verdienstorden in Bronze.

## Schriften
- Wismar. Lebensbild einer Stadt. Rat der Stadt, Abteilung Kultur, Wismar [1978].